# پای آمریکایی: مسیر برهنه
پای آمریکایی: مسیر برهنه (انگلیسی: American Pie Presents: The Naked Mile) فیلمی در ژانر کمدی است که در سال ۲۰۰۶ منتشر شد.

## بازیگران
- جان وایت
- جسی شرم
- کریستوفر مک‌دونالد
- یوجین لوی
- جیک سیگل
- روس توماس
- جوردن پرینتیس